# Симфонический оркестр Украинского радио
Заслуженный академический симфонический оркестр Украинского радио (укр. Заслужений академічний симфонічний оркестр Українського радіо) — украинский симфонический оркестр, радиоансамбль Украинского радио в составе НОТУ, базирующийся в Киеве.

## История
5 октября 1929 года в Харькове состоялось первое публичное выступление новосозданного Симфонического оркестра Украинского радио (тогда Украинского радио-центра). Оркестр входил в структуру Радио-театра и состоял из 45 музыкантов возглавляемых дирижёром, профессором Яковом Розенштейном.
В 1934 году оркестр был переведён в Киев в связи с переносом столицы Украины и реформированием Республиканского радиокомитета, состав оркестра увеличен до 60 музыкантов. Вторым дирижёром оркестра был приглашен композитор Пётр Поляков.
С 1935 года оркестр возглавил дирижёр Герман Адлер, работавший с оркестром до 1937 года, после чего оркестр возглавил дирижёр Михаил Канерштейн.
В период оккупации Киева во время Великой Отечественной войны оркестр прекратил свою деятельность, которая затем была возобновлена в 1944 году.
В первые послевоенные годы (1944-1956) оркестр возглавлял Пётр Поляков, приложивший много усилий для восстановления состава оркестра, развития его профессиональной формы. В 1953 году оркестр было реформирован в Симфонический оркестр Украинской республиканской филармонии в подчинении Министерства культуры УССР. До 1956 года основным творческим заданием оркестра была запись музыки к художественным и хронико-документальным фильмам, что было тесно связано с периодом бурного развития украинского кинематографа. В 1956 году оркестр был возвращён в структуру Украинского радио, а в 1957 году его возглавил известный украинский дирижер — Константин Симеонов.
В дополнение к радио-эфирам и публичным концертам активно развивалась новая форма творческой деятельности оркестра — аудиозаписи в Фонд радио. В 1961 году Симеонов возглавил Киевскую оперу, а на должность главного дирижёра оркестра Украинского радио был приглашён Вадим Гнедаш, руководивший коллективом в течение 28 лет (до 1989 года). В этот период оркестр уже назывался «Заслуженный симфонический оркестр Гостелерадио УССР».
С 1991 года по 1999 год оркестром руководил дирижёр Владимир Сиренко, за время работы которого оркестр развился до своего нынешнего формата, с постоянным составом в 83 музыканта. В 1995 году в связи с реформой Гостелерадио, название оркестра было изменено на Заслуженный симфонический оркестр Национальной радиокомпании Украины.
В 1999 году оркестр возглавил Вячеслав Блинов.
С 2005 года оркестром руководит Владимир Шейко.
Оркестр базируется и осуществляет свои записи в одной из крупнейших в Европе звукозаписывающих комплексов — Доме звукозаписи Украинского радио.

## Деятельность
- Оркестр активно сотрудничал с выдающимися дирижерами XX века: Николаем Колессой, Натаном Рахлиным, Александром Климовым, Исааком Паиним, Вениамином Тольбой, Геннадием Рождественским, Константином Симеоновым, Стефаном Турчаком, Федором Глущенко, Иваном Гамкало, Риккардо Капассо, Арилдом Реммеритом, Николой Джулиани, Дуайтом Беннеттом , Феликсом Кригером, Колином Дэвисом, Робертом Станковским, Джорджем Рубио и другими.
- Оркестр осуществил более 10 тысяч записей в Фонд Украинского радио, среди которых — произведения И. С. Баха, Л. ван Бетховена, И. Брамса, Р. Вагнера, Дж. Верди, М. Глинки, А. Дворжака, К. Дебюсси, Ф. Листа, В. А. Моцарта, С. Прокофьева, М. Равеля, Н. Римского-Корсакова, С. Рахманинова, П. Чайковского, Д. Шостаковича а также украинских композиторов — С. Гулака-Артемовского, М. Калачевского, К. Данькевича, Н. Лысенко, В. Сокальского, М. Скорульского, М. Вериковского, Б. Лятошинского, Г. Майбороды, Л. Ревуцкого, А. Штогаренка, Е. Станковича, М. Скорика, Л. Дичко, Л. Колодуба.
- Много записей оркестр осуществил с выдающимися оперными певцами — И. Паторжинским, З. Гайдай, Б. Гмырей, И. Козловским, Б. Руденко, Ю. Гуляевым, Д. Гнатюком, Г. Туфтиной, М. Стефюк, А. Кочергой , А. Соловьяненко, Е. Мирошниченко, Л. Юрченко. Также ярко представлены в записях с оркестром выдающиеся солисты-инструменталисты: Н. Петров, В. Крайнев, И. Ойстрах, М. Чайковская, М. Сук, О. Крыса, Л. Исакадзе, Б. Которович и многие другие.
- Коллектив ведет активную концертную деятельность как на Украине так и за рубежом: Южная Корея, Иран, Испания, Италия, Португалия, Голландия, Люксембург, Германия, Франция, Бельгия, Польша, Белоруссия.

## Награды
- В 1971 году Указом президиума Верховного совета УССР оркестру присвоено звание «Заслуженный коллектив Украины».
- В 2001 году приказом Министерства культуры Украины оркестру был присвоен статус Академического.